# 亚历山大·季奥尔季察
亚历山大·菲利波维奇·季奥尔季察（俄語：Александр Филиппович Диордица；1911年8月30日（9月12日）—1996年4月1日），苏联党和国家领导人。曾任摩尔达维亚苏维埃社会主义共和国财政部长、外交部长，部长会议副主席、主席；苏联国家物价委员会第一副主席等职务。

## 生平
- 1911年9月12日出生于赫尔松省阿纳尼耶夫区甘德拉布雷村的一个农民家庭。
- 1929年9月-1932年1月，当地小学教师。1932年加入共青团。
- 1932年1月-1933年3月，共青团摩尔达维亚苏维埃社会主义自治共和国阿纳尼耶夫区委文教部长。
- 1933年3月-11月，摩尔达维亚苏维埃社会主义自治共和国阿纳尼耶夫区社会主义道路集体农庄农民。
- 1933年11月-1936年9月，摩尔达维亚苏维埃社会主义自治共和国银行储蓄和信贷部副主任。期间，1935年1月-11月，敖德萨金融人员培训班学习。
- 1936年9月-1938年8月，列宁格勒苏联金融学院学习。1938年3月加入联共（布）。
- 1938年8月-1939年9月，摩尔达维亚苏维埃社会主义自治共和国人民委员会财政预算司司长。
- 1939年9月-1940年9月，摩尔达维亚苏维埃社会主义自治共和国金融和贸易人民委员。
- 1940年9月-1946年6月，摩尔达维亚苏维埃社会主义共和国财政副人民委员、财政部副部长。期间，1941年-1942年，奥伦堡银行副会长。1941年8月-1942年3月，苏联红军海军第161团服役，参加敖德萨保卫战。
- 1946年6月-1955年2月，摩尔达维亚苏维埃社会主义共和国财政部长。
- 1955年2月-1958年1月，摩尔达维亚苏维埃社会主义共和国部长会议副主席。1957年毕业于苏共中央高级党校。
- 1958年2月-1970年4月，摩尔达维亚苏维埃社会主义共和国部长会议主席兼外交部长。
- 1970年4月-1978年6月，苏联部长会议下属国家物价委员会第一副主席。
- 1978年6月-1983年3月，苏联国家物价委员会第一副主席。
- 1983年3月起退休。
- 1996年4月1日于莫斯科逝世，享年84岁。葬于新孔策沃公墓。

季奥尔季察是苏共21-23大代表，第22-23届中央候补委员；第3-7届苏联最高苏维埃民族院代表，第1-7届摩尔达维亚苏维埃社会主义共和国最高苏维埃代表。

## 荣誉
- 两次列宁勋章
- 十月革命勋章（1981）
- 二级卫国战争勋章
- 两次劳动红旗勋章